# Kvinde min
Kvinde min er en sang fra 1975 skrevet og indspillet af den danske gruppe Gasolin'. Den findes på albummet Gas 5 fra samme år. "Kvinde min" regnes ikke alene som Gasolin's mest populære kærlighedssang, men også som det største dansksprogede hit nogensinde ifølge flere meningsmålinger.
Også på rettighedsforeningen Kodas opgørelse (fra 2018) over de 300 mest spillede Gasolin'- og Kim Larsen-sange, topper "Kvinde min" listen.

## Om sangen
I anekdotebogen Gasolin': Gudernes vilje (2021) fortæller Kim Larsen i et ældre interview, at "Kvinde min" kraftigt er inspireret af The Shadows-nummeret "Wonderful Land" fra 1962, uden dog at være en direkte kopi. 
Melodien var kommet til ham, natten inden bandet skulle på træningslejr med deres kommende Gas 5-album i Nordjylland (Han Herred), og selvom indspilningsudstyret for længst var pakket til afrejse den følgende morgen, ville Larsen gerne nå at indspille melodien på demobånd, så den kunne bruges ved sangskrivningen. Det blev modvilligt accepteret, og melodien blev indsunget på såkaldt vrøvleengelsk, hvorefter produceren Roy Thomas Baker med accept fra hele bandet, modererede den en smule efter ankomsten til landejendommen i nordjyske Vust, hvor bandets øvelejr lå.
På et senere tidspunkt under sessionerne besluttede Kim Larsen og Wili Jønsson, at de ville bruge melodien til at skrive en sang om kærlighed. De første linjer i sangen kom hurtigt til dem, men hverken Franz Beckerlee, Søren Berlev og især Mogens Mogensen var særligt begejstrede ved tanken om en kærlighedssang og kaldte de to initiativtagere for "poppedrenge". Den følgende nat fortsatte Larsen og Mogensen med teksten, og næste morgen forelå 1. vers og et andet vers, som Beckerlee på ingen måde brød sig om. Han fortæller om det omstridte vers: "Her synger Kim noget med at ligge sammen med konen og putte den ind bagfra. Det opponerer jeg kraftigt imod, at vi bruger, men Kim siger: At det jo er det vi gør! Jeg svarer: Tal for dig selv, mand! Enden bliver dog, at vi alle sætter os sammen og skriver teksten færdig."

## Indspilningen
I slutningen af juni 1975 rejste Gasolin' tilbage til København og gik i Rosenberg-studiet for at indspille sangen. En Lyrec-mixer gjorde det for første gang muligt at indspille musikken på en optager med 24 lydspor, hvilket ikke tidligere var set i Danmark.
Oprindeligt havde Kim Larsen forestillet sig "Kvinde min" som en lille uptempo bossanova-sang, men Roy Thomas Baker ønskede en mere powerpoppet version uden el-bas og med 12 ens akustiske guitarer samt 12 ens el-klaverer. Desuden skulle Søren Berlevs trommer være høje og fremme i billedet med en garageagtig lyd. Baker fik både Berlev og Wili Jønsson til at gentage deres spil adskillige gange, så det endte med at Jønsson kom til at spille de samme akkordrundgange 14 gange, inden produceren var tilfreds. Den massive væg af klaverlyd blev ledsaget Beckerlees, Larsens og Jønssons mangedoblede guitarer samt af korstemmerne fra de (på det tidspunkt) unge sangerinder Anne Linnet og Lis Sørensen, der blev gjort mangestemmige og bearbejdet af Roy Thomas Bakers lydmixer. Til slut indsang Kim Larsen sin vokal, og produceren satte den helt frem i lydbilledet uden ekko eller rumklang. På én af optagelserne mente Larsen, at han sang falsk på det første ord og ville synge det om, men Baker syntes, det lød godt og det kom med på den færdige version af nummeret.

## Udgivelsen
Et par uger inden udgivelsen af albummet Gas 5 den 14. oktober 1975, udkom "Kvinde min" på single sammen med "Rabalderstræde" og sidstnævnte nummer blev som A-side spillet på Danmarks Radios hitlisteprogram Tipparaden, hvor den opnåede en femteplads blandt lytterne. På salgslisten rykkede singlen Rabalderstræde/Kvinde min efterfølgende ind på en tiendeplads og videre op på en andenplads i ugen op til selve albumudgivelsen. Efterspørgslen efter Gas 5 var meget stor og salgstallene for albummet var så høje, at pladen holdt sig på salgslistens førsteplads frem til slutningen af marts 1976 og forblev på Top 20-listen til midten af juli måned. På denne måde blev "Kvinde min" og Gas 5 en populær bestanddel i mange danske hjem, ligesom pladens samlede salg og bandets popularitet også steg i Norge og Sverige. 

## Eftertiden
Som nævnt tidligere, regnes "Kvinde min" blandt Gasolin's største hits og har i dag status af at være evergreen inden for dansksprogede kærlighedssange.
En musikanmelder, Lene Kryger, opsummerer betydningen af sangen således i sit eget valg af Gasolin'/Kim Larsen-yndlingssange: 
"Jeg kunne også have valgt "Det bedste til mig og mine venner", "Pilli Villi", "Rabalderstræde", "Det var Inga og Katinka .." eller de endnu ældre "Langebro" og "Se din by fra tårnets top". Sange, der skildrer et råt og eksotisk Christianshavn, så fjernt fra min virkelighed i en fredsommelig Odense-forstad i 70'erne. Men "Kvinde min" er og bliver lyden af ungdomsskolefesterne, sød martini bianco, hvid dandy, mit første tungekys og verdens største hjertesorg."
Julie Hugsted, musikanmelder på Bibliotekernes Digitale Musiktjeneste, deler Krygers beundring af sangen: 
"Kvinde min" gør, som mange andre af Gasolin’s numre, lytteren i godt humør ved hjælp af en art romantiseret socialrealisme, der ikke bliver et skønbillede, men stadig kommer ud i afkrogene af tilværelsens små oaser af kærlighed og smil. Nummerets enkelhed og paradokser, der på den ene side understreger det forelskede menneskes lykkerus udstiller samtidig menneskets skyggesider, gør det ærligt og almenmenneskeligt."
Ved mindekoncerten for Kim Larsen i efteråret 2018 spillede bandet The Minds of 99 sangen som en hyldest til den afdøde Larsen. Forsanger Niels Brandt kaldte ved den lejlighed "Kvinde min" for den smukkeste kærlighedssang, der endnu er skrevet.

## Medvirkende
Følgende er en liste over de personer der var med til at indspille sangen:
- Kim Larsen - Sang, akustisk guitar
- Franz Beckerlee – Akustisk guitar
- Wili Jønsson – El-klaver, akustisk guitar, korsang
- Søren Berlev - Trommer

### Gæstesangere
- Anne Linnet - Korsang
- Lis Sørensen – Korsang

### Teknikere
- Roy Thomas Baker - Producer
- Freddy Hansson

## Eksternt link
- Musikvideo til "Kvinde min" fremført af Gasolin' i 1975, youtube.com
- Rabalderstræde/"Kvinde min som single, discogs.com